# William Dunn Moseley
William Dunn Moseley, född 1 februari 1795 i Lenoir County i North Carolina, död 4 januari 1863 i Palatka i Florida, var en amerikansk demokratisk politiker. Han var den första guvernören i delstaten Florida 1845–1849.

## Utbildning
Moseley studerade vid University of North Carolina at Chapel Hill. En av hans studiekamrater var blivande presidenten James K. Polk.

## Äktenskap och familj
Moseley gifte sig 1822 med Susan Hill. Paret fick sex barn.

## Karriär

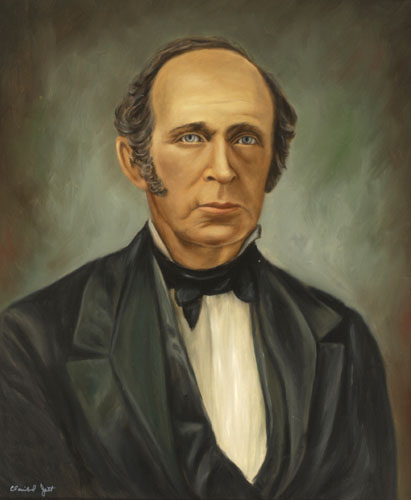
Porträtt av guvernör William Dunn Moseley av 1900-talskonstnären Claribel Jett.

Moseley arbetade som advokat, lärare och jordbrukare.
Moseley var talman i delstatens senat i North Carolina 1832–1835. Han flyttade sedan till Floridaterritoriet. Han köpte en plantage i Jefferson County. Florida blev 1845 USA:s tjugosjunde delstat. Moseley besegrade Richard K. Call i det första guvernörsvalet.
Moseley tillträdde 25 juni 1845 som den nya delstatens första guvernör. Han stödde citrus-, avokado-, bomulls- och tobaksodlingarna. Soldater från Florida deltog i mexikanska kriget och den federala regeringen byggde fästningarna Fort Jefferson och Fort Clinch.
Moseley efterträddes 1849 av Thomas Brown. Han återvände till sin plantage och flyttade två år senare till Putnam County, Florida.
Moseleys grav finns på West View Cemetery i Palatka.